# Paul Leffler
Paul Leffler (* 1. Dezember 1890 in Braunschweig; † 20. Jahrhundert) war ein deutscher Ingenieur und SS-Führer, zuletzt im Rang eines SS-Oberführers. Er amtierte unter anderem als Polizeipräsident von Reichenberg.

## Leben und Wirken
Nach dem Schulbesuch wurde Leffler zum Diplomingenieur ausgebildet. Von 1914 bis 1918 nahm er am Ersten Weltkrieg teil, in dem er mit dem Eisernen Kreuz beider Klassen ausgezeichnet wurde. Während der auf den politischen Zusammenbruch des Deutschen Reiches zum Kriegsende folgenden innenpolitischen Unruhen in Deutschland gehörte Leffler verschiedenen Freikorps an. Anschließend beendete er seine Ingenieurausbildung, um dann von 1924 bis 1932 in verschiedenen Betrieben in Braunschweig und Berlin zu arbeiten. Bereits zum 1. Juni 1929 trat Leffler der NSDAP bei (Mitgliedsnummer 132.875).
Im Mai 1932 wurde Leffler als SS-Mitglied (SS-Nummer 20.326) einer der ersten hauptamtlichen Mitarbeiter des Sicherheitsdienstes der NSDAP (SD). Am 11. September wurde er zum SS-Sturmbannführer befördert. In den folgenden Jahren amtierte er unter der Bezeichnung eines Stabschefs als der erste Adjutant des SD-Chefs Reinhard Heydrich in der Zentrale des SD in München. Günther Deschner bezeichnet Leffler neben Werner Best, Walter Ilges, Carl Oberg, Julius Plaichinger und Wilhelm August Patin als einen von sechs Männern, die den „kleinen SD-Apparat im ersten Jahre der Macht“ bildeten. Zu Beginn des Jahres 1934 wurde er zum SS-Hauptsturmführer und unmittelbar nach den Ereignissen zur Beseitigung der SA-Führungsriege, die als "Röhm-Putsch" propagiert wurde, erhielt er den Rang eines SS-Obersturmbannführers.
Später war Leffler einige Monate lang Leiter der SD-Außenstelle in Braunschweig, um dann ab 1936 Aufgaben eines Stabschefs im SD-Hauptamt zu übernehmen.
Während des Zweiten Weltkriegs amtierte Leffler von November 1939 bis Juni 1944 als Polizeipräsident in Reichenberg und zugleich als ehrenamtlicher Mitarbeiter des zuständigen SD-Leitabschnittes.
Zum Ende des Zweiten Weltkriegs geriet Leffler entweder in tschechische oder alliierte Gefangenschaft. Jedenfalls befand er sich spätestens seit Sommer 1946 in tschechischer Haft und wurde in der Folge vor einem tschechischen Volksgericht als Kriegsverbrecher angeklagt.
Als Ratsherr in Wolfsburg kandidierte Leffler für die DRP auf der Landesliste Niedersachsen erfolglos zur Bundestagswahl 1957. Während dieser Jahre war er auch aktives Mitglied in sudetendeutschen Vertriebenenverbänden.

## Beförderungen
- 11. September 1932: SS-Sturmführer
- 3. April 1933: SS-Hauptsturmführer
- 1. Januar 1934: SS-Sturmbannführer
- 15. Juni 1934: SS-Obersturmbannführer
- 20. April 1939: SS-Oberführer